# Anastasiya Blizniuk
Anastasiya Ilínichna Blizniuk (en ruso: Анастасия Ильинична Близнюк; Zaporiyia, Ucrania, 28 de junio de 1994) es una deportista rusa que compite en gimnasia rítmica, en la modalidad de conjuntos.
Participó en tres Juegos Olímpicos de Verano, obteniendo tres medallas en la prueba por conjuntos, oro en Londres 2012 (junto con Iliana Donskova, Xeniya Dudkina, Alina Makarenko, Anastasiya Nazarenko y Karolina Sevastianova), oro en Río de Janeiro 2016 (con Vera Biriukova, Anastasiya Maximova, Anastasiya Tatareva y Mariya Tolkachova) y plata en Tokio 2020 (con Anastasiya Maximova, Anguelina Shkatova, Anastasiya Tatareva y Alisa Tishchenko).
Ganó ocho medallas en el Campeonato Mundial de Gimnasia Rítmica entre los años 2013 y 2021, y siete medallas en el Campeonato Europeo de Gimnasia Rítmica entre los años 2012 y 2021.

## Palmarés internacional
| Juegos Olímpicos   | Juegos Olímpicos        | Juegos Olímpicos  | Juegos Olímpicos            |
| Año                | Lugar                   | Medalla           | Prueba                      |
| ------------------ | ----------------------- | ----------------- | --------------------------- |
| 2012               | Londres (Reino Unido)   | Medalla de oro    | Conjuntos                   |
| 2016               | Río de Janeiro (Brasil) | Medalla de oro    | Conjuntos                   |
| 2020               | Tokio (Japón)           | Medalla de plata  | Conjuntos                   |
| Campeonato Mundial |                         |                   |                             |
| Año                | Lugar                   | Medalla           | Prueba                      |
| 2013               | Kiev (Ucrania)          | Medalla de oro    | 3 con pelota + 2 con cinta  |
| 2013               | Kiev (Ucrania)          | Medalla de bronce | Concurso completo           |
| 2017               | Pésaro (Italia)         | Medalla de oro    | Concurso completo           |
| 2017               | Pésaro (Italia)         | Medalla de oro    | 3 con pelota + 2 con cuerda |
| 2017               | Pésaro (Italia)         | Medalla de plata  | 5 con aro                   |
| 2021               | Kitakyushu (Japón)      | Medalla de oro    | Concurso completo           |
| 2021               | Kitakyushu (Japón)      | Medalla de oro    | 5 con pelota                |
| 2021               | Kitakyushu (Japón)      | Medalla de plata  | 3 con aro + 2 con mazas     |
| Campeonato Europeo |                         |                   |                             |
| Año                | Lugar                   | Medalla           | Prueba                      |
| 2012               | Nizhni Nóvgorod (Rusia) | Medalla de oro    | Concurso completo           |
| 2012               | Nizhni Nóvgorod (Rusia) | Medalla de oro    | 5 con pelota                |
| 2016               | Jolón (Israel)          | Medalla de oro    | Concurso completo           |
| 2018               | Guadalajara (España)    | Medalla de oro    | Concurso completo           |
| 2018               | Guadalajara (España)    | Medalla de bronce | 5 con aro                   |
| 2021               | Varna (Bulgaria)        | Medalla de oro    | Concurso completo           |
| 2021               | Varna (Bulgaria)        | Medalla de plata  | 5 con pelota                |